# Michał Tomczak (prawnik)
Michał Tomczak (ur. 1955) – polski prawnik, dziennikarz i działacz piłkarski.

## Życiorys
Jest absolwentem Wydziału Prawa i Administracji Uniwersytetu Warszawskiego. W 1984 roku odbył aplikację sądową, a w 1988 aplikację adwokacką przy Okręgowej Radzie Adwokackiej w Płocku. W 1991 otworzył własną kancelarię adwokacką, w latach 1993–94 był wspólnikiem w spółce Kancelaria Prawnicza Banku Handlowego i Partnerzy. Od 1995 roku prowadzi w Warszawie własną kancelarię adwokacką Tomczak i Partnerzy.
W latach 80. Tomczak był dziennikarzem sportowym, specjalizował się w felietonach nt. piłki nożnej pisanych dla kolumny sportowej dziennika Rzeczpospolita. Działał w opozycji antykomunistycznej, za co został odznaczony przez premiera Jerzego Buzka.
Od 14 czerwca 2005 do 29 listopada 2005 był pierwszym w historii prezesem spółki Ekstraklasa SA. Pełnił swą funkcję tymczasowo – do czasu zwołania Walnego Zgromadzenia. Na tym stanowisku został zastąpiony przez Andrzeja Rusko.
24 stycznia 2007 został mianowany przez kuratora PZPN Andrzeja Rusko przewodniczącym Wydziału Dyscypliny, zastępując Krzysztofa Malinowskiego. Za jego kadencji WD PZPN wydał pierwsze decyzje o ukaraniu dyscyplinarnym klubów zamieszanych w aferą korupcyjną (Arka Gdynia, Górnik Łęczna, KSZO Ostrowiec Świętokrzyski, Górnik Polkowice, Zawisza Bydgoszcz SA, Podbeskidzie Bielsko-Biała, Zagłębie Sosnowiec, Widzew Łódź i Zagłębie Lubin). Funkcję pełnił do 31 stycznia 2008.
Kibic Legii Warszawa i Liverpoolu. Od 18 marca 2009 jest członkiem Rady Nadzorczej KP Legia Warszawa SSA. Komentował mecze Ligi Mistrzów z udziałem tego ostatniego klubu.
W 2011 roku wraz z Gromosławem Czempińskim został zatrzymany przez CBA w związku z podejrzeniami korupcji w procesie prywatyzacji LOT-u i STOEN-u, podczas której kancelaria Tomczaka miała prowadzić obsługę spółek off-shore. Od 2012 roku jest również obrońcą swojego syna Jacka T., oskarżonego o podpalanie samochodów, proces w tej sprawie rozpoczął się w 2013 roku. W sprawie mecenasa postępowanie o naruszenie zasad etyki adwokackiej prowadzi Okręgowa Rada Adwokacka w Warszawie. Chodzi o zachowanie adwokata podczas rozprawy jego syna (Tomczak nie występował wówczas jako adwokat, lecz był na sali jako ojciec podejrzanego), proces w tej sprawie rozpoczął się w 2013 roku.
Od sierpnia 2019 roku jest członkiem Partii Zieloni, pełni funkcję przewodniczącego jej sądu koleżeńskiego.